# Jindřich Pokorný
Jindřich Pokorný (12. dubna 1927 Praha – 23. srpna 2014 ?) byl český překladatel (především z francouzštiny a němčiny), editor a spisovatel. Překládal také z italštiny, latiny a vlámštiny, podílel se na překladech z maďarštiny. Je znám především pro svůj překlad Rostandova Cyrana z Bergeracu. Spolu s literárním historikem Bedřichem Fučíkem napsal knihu vysvětlující původ a význam různých rčení a přísloví s názvem Zakopaný pes (v předrevolučních vydáních, 1975 a 1976, nebyl B. Fučík z politických důvodů jako spoluautor uveden). V roce 2009 vydal knihu Parsifal (Osudy jedné demokratické odbojové skupiny v letech 1938–1945 s poválečným dovětkem.), k jejímuž napsání se odhodlal podle vlastních slov převážně proto, že historikové se této oblasti nevěnují, jak by podle něj měli.

## Život
V letech 1946–50 studoval souběžně Právnickou a Filosofickou fakultu UK v Praze. V roce 1950 zakončil studia práv doktorátem (titul JUDr.), dokončit Filosofickou fakultu mu nebylo z politických důvodů umožněno, pokračoval soukromě v bytových seminářích u Jana Patočky.

## Překlady

### Překlady z francouzštiny
- 1963 - Jean Racine: Berenika, společně s Petrem Koptou.
- 1964 – Victor Hugo: Ruy Blas, společně s Petrem Koptou.
- 1970 - André Chénier: Milostný deník.
- 1971 - Edmond Rostand: Cyrano z Bergeracu, společně s Petrem Koptou.
- 1972 - Pierre Emmanuel: Orfeův návrat.
- 1974 - Voltaire: Zaira; Verše; Výběr z prací dějepisných; Korespondence, + další překladatelé.
- 1984 - Básníci pařížské bohémy, antologie.
- 1985 – Victor Hugo: Beru si slovo, + další překladatelé.
- 1988 – Kniha o kabaretu, antologie, + další překladatelé.
- 1988 – Neznámý Parnas, antologie.

### Překlady z italštiny
- 1963 - Carlo Gozzi: Turandot.
- 1968 - Giacomo Casanova: Historie mého života, + další překladatelé.

### Překlady z vlámštiny
- 1963 Vlámská lyrika, antologie

### Překlady z latiny
- 1972 - Quintus Horatius Flaccus: Vavřín a réva , společně s Rudolfem Mertlíkem.

### Překlady z maďarštiny
- 1982 - Mihály Babits: Údolí neklidu, za jazykové spolupráce Anny Rossové.
- 1987 - Gyula Juhász: Hymnus člověka, společně s Markétou Pražákovou, jazyková spolupráce Anna Rossová.

### Překlady z němčiny
- 1964 - Gottfried August Bürger: Balady.
- 1966 - Rainer Maria Rilke: Lodice času.
- 1973 - Píseň o Nibelunzích.
- 1980 - Achim von Arnim a Clemens Brentano: Chlapcův kouzelný roh.
- 1980 - Heinrich von Kleist: Záhadný nesmrtelný, obsahuje Rozbitý džbán, Katynka z Heilbronnu a Princ Bedřich Homburský.
- 1982 - Johann Wolfgang Goethe: Faust, zkrácená verze, in Kniha o Faustovi.
- 1982 - Johann Wolfgang Goethe: Faust a Markétka (Urfaust).
- 1989 - Nářek nad hrdiny Písně, in Píseň o Nibelunzích
- 1990 - Franz Grillparzer: Sen jako život, in Vídeňské lidové divadlo.
- 2000 - Wolfram von Eschenbach: Parzival

## Ocenění
Za svoji překladatelskou práci obdržel roku 1998 Státní cenu za překladatelské dílo, v roce 2014 pak ještě francouzský Řád akademických palem.

## Ukázka z překladu Cyrana
Svůj širák odhazuji v dáli
a s grácií. Tam leží on.
Odkládám svůj plášť opršalý,
sepnutý párem zašlých spon,
a tasím kord. Jen žádný shon,
hned v úvodu boj nerozhodnu,
pointa je mi nad zákon:
na konci poslání vás bodnu!
(Edmond Rostand: Cyrano z Bergeracu. Praha : Odeon 1975, s. 50)

## Ocenění
V roce 2014 mu byla udělena Cena Václava Bendy (in memoriam).